# 张文彬
张文彬（1910年7月5日—1944年8月26日），原名张纯清，别名刘宗义、张南杰，男，湖南平江人，中共早期党员。
张文彬早年参加平江扑城，后参与井冈山斗争。曾任红五军政治委员、红七军政治委员、红三军团政治保卫局局长、红十五军团保卫局局长，参与长征，后又在西安和兰州从事统战工作。抗日战争时期，张文彬担任中共广东省委书记、中共南方工作委员会副书记兼组织部长等职务，与廖承志一道在香港沦陷后开展抢救文化人工作。1942年6月，张文彬遭国民政府逮捕，两年后死于监狱。

## 生平

### 早年生涯
1910年7月5日，张文彬出生于湖南省平江县西乡梓江东港高基塅一个半自耕农民家庭。父亲张财裕，母亲朱蒲贞。5岁入高基塅小学。10岁入平江县成基督教会创办的培元学校，1922年毕业。翌年，入长沙基督教青年会办的半工半读学校。1925年，共产主义青年团湘区委吸收其为团员。1927年，加入中国共产党。1927年9月，参加了中共平江县委在献钟罗家洞召开的党的代表会议，会议决定成立“平江暴动委员会”，罗纳川任主任。

### 第一次国共内战时期
1927年9月，组织西乡人民投入中共平江县委领导的第一次扑城暴动，20日攻打平江县城，没有成功。10月，参加中共平江县委领导的第二次扑城暴动。1928年2月，平江县委成立平湘岳游记总队。张文彬任西乡特委书记。组织西乡五万农民军投入了“三月扑城”之役。后被任命为平江县委军事部长兼县工农赤卫队党代表。同年率领平江县工农游击队的骨干参加红五军，被任命为第一大队党代表。8月，红五军向井冈山转移。随后，部队编为了五个纵队，张文彬被任命为第四纵队党代表。
1929年初，湘赣两省集结军队围剿井冈山，被派与李灿一起率领部队坚守黄洋界哨口。8月，红五军与黄公略率领的湘鄂赣边境支队会合。仍编为五个纵队，张文彬任第四纵队党代表。
1930年，红五军五纵队扩编为红八军，邓萍任红五军军长，张文彬任红五军党代表。红五军和红八军合编为工农红军第三军团。同年，被委任为红三军团第五军政治委员。1931年，调任红七军政治委员。同年11月，中华苏维埃临时中央革命政府成立，被选为执行委员。1932年，被任命为红三军团政治保卫局局长。
1934年10月，参加红军长征，此时张文彬任红十五军团保卫局局长。在红军大学学习后，1936年担任毛泽东秘书。1936年夏，被中共派到西安领导西北地区党组织和西北军的统战工作。在西安被杨虎城的宪兵营长西北特支的成员金闵生安排住在参谋长李兴中家里。张文彬持毛泽东给杨虎城和杜斌丞的亲笔信，面见杨、杜，进行统战工作。在杨虎城军队里建立了秘密的红军联络站。张文彬的公开职务是十七路军总指挥部政治处主任秘书。西安事变和平解决后，张文彬继续留在西安，在十七路军挂了个少校秘书的职务。海伦·福斯特·斯诺在《续西行漫记》中称张文彬为“保卫井冈山的独胆英雄”，“中共第一流青年政治家” 。

### 抗日战争时期
1937年5月，任红军驻兰州办事处主任，负责营救西路军失散人员。同年9月，张文彬在参加洛川会议后，奉派到广东从事中共地下工作。10月，张文彬在港召开党的会议，整顿中共南方临时工作委员会，正式成立中共南方工作委员会，张文彬任书记。1938年4月撤销南方工作委员会：成立中共广东省委员会，被选为书记。8、9月间，去延安参加中共六届六中全会。1940年6月，广东省委划为粤北和粤南两个省委，张文彬任粤北省委书记。10月，成立中共南方工作委员会，任南委副书记兼组织部长。
1941年12月，香港沦陷，与廖承志等人制定抢救文化人士方案和措施，全力以赴进行抢救文化人工作。1942年6月6日，向东江撤离途中，遭遇叛徒郭潜及所带领的特务被捕。1944年8月26日，在江西泰和县马家洲国民党监狱中病逝，终年34岁。
2011年8月1日，珠江电影集团、韶关市金宏文化发展有限公司联合出品的建党90周年献礼片《战时省委》公映。